# Loonverzinken
Loonverzinken of stukverzinken is het aanbrengen van een zinkcoating op een meestal ijzeren voorwerp. Gaat het echter om een nog nader te bewerken materiaal zoals platen, draden en buizen, dan spreekt men van continu verzinken. Zo kunnen bijvoorbeeld enkele draden naast elkaar continu door een bad geleid worden, synchroon met voor- en nabehandelingen die toegepast worden op andere delen van de draden. 
Het verschil is, dat zich niet of nauwelijks een legeringslaag vormt, mede doordat zinkbaden voor continu verzinken gewoonlijk een hoger aluminiumgehalte hebben, en dat het vloeibare zink meestal direct wordt afgestreken tijdens het uittreden van het materiaal. Dit heeft het voordeel dat het materiaal nog gemakkelijk vervormd kan worden, maar de marginale aanwezigheid van legeringslagen en de geringe dikte van de zinklaag zorgen ervoor dat het over het algemeen alleen volstaat als tijdelijke bescherming.